# Maquassi Hills Local Municipality
Maquassi Hills (englisch Maquassi Hills Local Municipality) ist eine Lokalgemeinde im Distrikt Dr Kenneth Kaunda der südafrikanischen Provinz Nordwest. Der Sitz der Verwaltung befindet sich in Wolmaransstad. Bürgermeister ist G. Vicky Kgabi.
Der Name, auch Makwassie geschrieben und in dieser Schreibweise Name eines weiteren Ortes der Gemeinde, ist von einem Khoisan-Wort für Croton gratissimus eine Croton-Art abgeleitet.

## Städte und Orte
- Leeudoringstad
- Makwassie[3]
- Witpoort
- Wolmaranstad

## Bevölkerung
Im Jahr 2011 hatte die Gemeinde 77.794 Einwohner in 20.505 Haushalten auf einer Gesamtfläche von 4643,05 km². Davon waren 88,7 % schwarz, 8,2 % weiß und 2,3 % Coloured. Erstsprache war zu 71,7 % Setswana, zu 10,6 % Afrikaans, zu 6,6 % Sesotho, zu 4,1 % isiXhosa, zu 1,8 % Englisch, zu 1,5 % isiZulu und zu 1,1 % isiNdebele.